# 미실
미실(美室, 546/548 ~ 612년 경)은 필사본 《화랑세기》에 등장하는 신라 시대의 권력자이며, 대원신통(大元神統)의 계승자였다.

## 혈통
필사본 《화랑세기》는 미실의 아버지가 제2대 풍월주 미진부(未珍夫)이며, 미진부의 아버지는 아시공이며, 아시공의 아버지는 선모라고 부계를 밝히고 있다.
미진부는 아시공과 삼엽공주 사이에서 태어났으며, 삼엽공주는 법흥왕과 그의 후궁 벽화부인(碧花夫人)의 딸이다. 벽화는 파로(波路)와 벽아부인(碧我)의 딸이며, 벽아가 섬신공과의 사이에서 낳은 아들이 바로 위화랑(魏花郞)이다. 위화랑은 초대 풍월주이자 소지마립간의 마복자로, 4대 풍월주 이화랑의 아버지이며, 오도(吾道)와의 사이에서는 옥진(玉珍)과 금진(金珍) 등의 딸을 낳았다.
미실의 어머니 묘도부인(妙道夫人)은 법흥왕의 후궁이며, 묘도부인의 어머니는 같은 법흥왕의 후궁인 옥진궁주(玉珍宮主)로서 위화랑과 오도부인의 장녀이다. 옥진이 7색조가 가슴으로 들어온 꿈을 꾸고 영실과 관계를 가졌으니 이때 생긴 아이가 바로 묘도부인이다.
옥진은 영실과의 사이에서 묘도(妙道), 사도(思道), 흥도(興道)의 세 딸과 아들 노리부를 두었다. 그 중 사도(思道)는 진흥왕의 비(妃)이자 대원신통의 종(宗)으로서 진지왕의 어머니이며, 흥도는 기오공(起烏公)과의 사이에서 진지왕의 비이자 김용춘의 어머니인 지도부인을 낳았다. 또한 옥진궁주는 법흥왕과의 사이에서 비대전군(比臺殿君)을 낳았는데, 비대는 미진부공의 친동생인 실보낭주(實宝娘主)와 맺어져 제 9대 풍월주 비보랑(秘宝郞)을 낳았다.
옥진의 어머니인 오도부인(吾道夫人)은 소지마립간의 정비인 선혜부인(善兮夫人)과 묘심랑(妙心郞)의 딸로서, 법흥왕의 비 보도부인(保道夫人, 소지마립간의 딸)과는 자매이고 흥도의 남편 기오공과는 남매지간이다.
필사본 《화랑세기》에서 미실의 외모를 묘사하기를, '용모가 절묘하여 풍만함은 옥진을 닮았고, 명랑함은 벽화를 닮았고, 아름다움은 오도를 닮았다(容皃絶妙豊厚似玉珍 亮明似碧花 美妙似吾道)'고 하였다.

## 생애
미실의 생애에 관해서는 필사본 《화랑세기》에 자세히 언급되어 있다. 다만 필사본 화랑세기 자체의 진위 논란이 있기 때문에, 아래에 나온 사실들이 모두 실제 사실인지는 불분명하며, 인물의 실존 여부에 대해서도 논란이 많다.

### 초년
필사본 《화랑세기》에 따르면 미실은 제2대 풍월주 미진부(未珍夫)와 묘도부인(妙道夫人)의 딸로, 제 10대 풍월주 미생랑의 누나이다.
《필사본 화랑세기》에는 미실의 탄생에 관한 일화 하나가 실려 있다. 어느 날, 미실의 외할머니인 옥진궁주는 칠색조가 자신의 가슴에서 날아 묘도에게 가는 꿈을 꾸었다. 옥진궁주는 꿈을 이상하게 여겨 묘도의 방으로 가 보았는데, 이때 미진부와 묘도가 서로 사랑하고 있었다. 옥진은 기뻐하며 두 사람에게 귀한 딸을 낳을 것이라고 예언하였는데, 이후 묘도는 미실을 낳았다.
본래 사다함(5대 풍월주)과 사랑하는 사이였으나, 진흥왕의 생모 지소태후에 의해 지소태후와 이사부(태종, 苔宗) 사이에 태어난 아들인 세종(6대 풍월주)과 결혼하게 된다. 세종이 미실을 마음에 들어하였을 때, 지소태후는 미실이 박영실의 외손녀인 것이 마음에 걸렸으나 이사부와 상의하여 마침내 세종과 미실을 결혼시켰다.
세종의 아내였던 미실은 진골정통(眞骨正統)이었던 지소태후가 대원신통인 사도왕후(思道王后)를 폐출하려 하자 사실을 사도왕후에게 고하였다. 왕후가 이를 다시 진흥왕에게 고해 태후의 계획은 수포로 돌아갔다. 이에 지소태후는 화가 나 미실을 출궁시키고, 법흥왕의 동생 진종의 딸인 융명을 세종의 새로운 배필로 맞아들였다. 한편, 미실은 출궁해 있는 동안 사다함과 깊이 사랑하게 되었다. 세종은 미실을 잊지 못하고 그리워하여 앓아눕기까지 하였고 아들을 생각한 태후가 미실을 다시 불러들였다. 당시 사다함은 전장에 나가 있었는데, 전장에서 돌아온 뒤 이 소식을 듣고 실망하여 '청오가'(靑烏歌)를 부르며 슬퍼하였고, 오래지 않아 친구인 무관랑의 죽음으로 슬퍼하다가 죽는다.
이후 세종은 사다함의 종제 이화랑의 추천으로 6대 풍월주가 되었으며, 훗날 미실의 애인이 되는 설원랑이 세종의 보좌를 맡는다. 미실은 천주사(天柱寺)에서 사다함의 명복을 빌었는데, 그날 밤 꿈에 사다함이 나타나 "나는 너와 부부가 되기를 원했으니 내가 너의 배를 빌어 아들을 낳아야겠다"라고 말하더니 과연 미실은 얼마 뒤 하종공(夏宗公)을 낳았다. 하종은 사다함을 빼닮아 당시 사람들이 사다함의 아이가 아닌가하는 의심을 했다고 한다.

### 진흥왕시절
왕태자 동륜이 장성하자 지소태후는 딸 만호를 동륜과 맺어주려 하였다. 이 때, 동륜의 모후이자 미실의 이모인 사도왕후는 미실에게 "네가 태자를 가까이하여 아들을 낳는다면 너를 부인으로 삼아주겠다" 라고 말하며 동륜과도 정을 통하게 하였다. 한편, 이때 미실은 진흥왕의 명에 따라 왕을 섬기게 되었고, 왕후에 대등한 전주(殿主)가 되었다. 또한, 미실은 세종이 공을 세우도록 하기 위해 그를 출병시키고, 자신은 그 사이에 세종의 보좌인 설원랑은 물론 자신의 동생 미생랑과도 정을 통한다. 진흥왕은 이러한 사실을 모른 채 미실을 총애하여 원화(源花) 제도를 29년 만에 부활시키고, 미실을 원화로 삼았다. 미실은 당시 풍월주였던 세종의 권한을 이어받아 낭도를 거느렸다.
이러한 관계는 한동안 들통나지 않고 유지되다가, 동륜이 진흥의 첩 보명궁주를 범하기 위해 보명궁 담장을 넘다 개에 물려 죽는 사건이 발생하면서 마무리된다(572년). 이 일로 인해 미실과 동륜의 관계가 들통나고 미실은 궁 밖으로 쫓겨남은 물론, 원화의 자리에서 물러났다. 이에 세종이 다시 풍월주의 지위를 회복하였으나, 미실이 세종에게 같이 물러나기를 청하니 세종은 설원랑에게 풍월주의 자리를 넘겨주었다. 이후, 사도왕후가 진흥왕에게 미실을 용서하기를 청하였고, 미실 또한 눈물로 용서를 구하니 진흥왕이 이를 받아들이고 궁으로 불러들였다. 이후 미실이 옥종공을 출산할 때가 되자, 그를 마복자로 삼는다.

### 진흥왕이후
미실은 이후 진흥왕이 병에 걸리게 되자, 사도와 함께 국정의 중심으로 등장하였다. 진흥왕의 아들인 금륜(진지왕)과 정을 통하여 왕후가 될 준비를 하는 한편, 진흥왕이 서거하자 사도태후와 함께 손을 써 진지왕을 왕위에 올린다. 그러나 막상 진지왕이 왕위에 오른 뒤 왕후의 자리는 미실이 아닌 지도부인(知道夫人)에게 돌아간다. 진지왕이 왕위에 오른 뒤에도 미실은 동륜의 아들 백정(진평왕)과 정을 통하는 사이가 된다.
이후 진지왕이 여색을 좋아하고 방탕하였을 뿐 아니라 미실을 왕후로 봉하겠다는 약속도 지키지 않자 사도태후와 미실은 논의하여 태후의 오빠인 노리부(弩里夫)를 통해 진지왕을 폐위하고, 동륜의 아들 백정을 왕에 추대하였다(진평왕). 진지왕 폐위 당시, 화랑은 문노(文弩)를 따르는 호국선(護國仙)과 설원랑을 따르는 운상인(雲上人)으로 나뉘어 있었는데, 문노 등이 진지왕 폐위를 반대할까 우려한 노리부공과 사도태후는 호국선과 운상인을 합치고, 미실을 다시 원화로 세웠으며 세종을 상선(上仙), 문노(文弩)를 아선(亞仙)으로 삼았다. 이후 미실은 설원랑과 문노의 사이를 중재하여 풍월주의 지위를 문노가 잇게 했고, 문노는 본래 세종을 존경하였으므로 곧 미실에 충성을 바치게 된다. 이후 문노가 국선의 자리로 풍월주가 되었으므로 이를 선화(仙花)라 칭했다.
진평왕 즉위 초반에는 사도태후가 섭정하였는데, 미실은 새주(璽主)가 되었고, 노리부는 상대등에 임명되었다. 이후, 진평왕은 보명과 미실을 각각 좌후(左后)와 우후(右后)에 봉하였다. 진평왕 7년인 585년, 자신의 동생인 미생이 10대 풍월주가 되자 미실은 하종으로 하여금 부제(副第)가 되게 하였다. 3년 뒤에는 하종이 미생의 뒤를 이어 11대 풍월주가 된다.
진평왕 중기부터는 세종, 설원 등과 함께 영흥사(永興寺)로 들어가 중이 되었다고 하며, 수많은 남성들 중 설원랑과의 관계를 가장 진실된 것으로 생각하였다 한다. 설원랑과의 사이에는 제16대 풍월주 보종공(寶宗公)을 낳았는데, 마지막 아이라 깊이 총애하였다고 한다. 606년, 미실이 병에 걸리자 설원은 미실을 밤낮으로 간호하며 자신이 대신 앓기를 바랐다. 얼마 후, 설원도 미실의 병과 유사한 병을 앓고는 얼마 못가 죽었다.
미실의 죽음에 대해서 《필사본 화랑세기》는 직접적인 언급을 하고 있지 않지만, 적어도 유신이 풍월주가 된 612년 이전에는 살아 있었던 것으로 보인다.

## 가족 관계

### 선대
- 조부: 선모(善牟)와 보혜(寶兮)의 아들 아시공(阿時公)
- 조모: 법흥왕과 벽화부인의 딸 삼엽공주(三葉公主)
  - 아버지: 제 2대 풍월주 미진부(未珍夫)
- 외조부: 수지공과 보현공주(지증왕의 딸)의 아들 박영실(朴英失)
- 외조모: 제 1대 풍월주 위화랑과 오도의 딸, 법흥왕의 후궁 옥진궁주(玉珍宮主)
  - 어머니: 묘도부인(妙道夫人)
    - 동생: 제 10대 풍월주 미생랑(美生郞)

### 남편과 후손
- 남편 : 세종공(世宗公) - 신라 제6대 풍월주
  - 아들 : 하종공(夏宗公) - 신라 제11대 풍월주
    - 며느리 : 미모낭주 설씨
      - 손녀 : 유모낭주 김씨
        - 손서 : 호림(虎林)

      - 손녀 : 영모낭주 김씨
        - 손서 : 김유신

  - 아들 : 옥종공(玉宗公)
- 정인: 제 5대 풍월주 사다함공(斯多含)[4]
- 정인: 제 7대 풍월주 설원랑(薛原郞)[5]
  - 아들: 제 16대 풍월주 보종공(寶宗公)
- 정인: 제 10대 풍월주 동생 미생랑(美生郞)
- 정인: 신라 제 24대 왕 진흥왕(眞興王)
  - 딸: 반야공주(般若公主)
  - 딸: 난야공주(蘭若公主)
  - 아들: 수종전군(壽宗殿君)
    - 며느리 : 호린부인
      - 손자 : 사린
        - 손부 : 호명
- 정인: 동륜태자(銅輪)
  - 딸: 애송공주(艾松公主)[6]
- 정인: 신라 제 25대 왕 진지왕(眞智王)[7]
- 정인: 신라 제 26대 왕 진평왕(眞平王)[8]
  - 딸: 보화공주(寶華公主)

## 문화 속에 나타난 미실
- 연극 《미실-新國신라의 파랑새 여인》 : 극작가 《양정웅》이 연출한 희곡. 2002년 초연, 2005년 《월간 문학》에서 희곡상 수상.
- 《미실》 : 김별아의 장편소설. 2005년 작으로, 제 1회 《세계문학상》 수상작. ISBN 89-7456-270-7
- 드라마 《선덕여왕》 : 고현정(성인)과 유이(아역)가 미실 역을 연기했고, 극중에서는 덕만과 대립하여 반란을 일으켰으나 실패하여 음독자살로 생을 마감했다.
- 드라마 《연개소문》 : 서갑숙이 미실 역을 연기했고, 천관녀의 후견인으로 등장한다.

## 미실이 등장하는 작품

### TV 드라마
- 《삼국기》(KBS, 1992년~1993년, 배우:최은숙)
- 《연개소문》(SBS, 2006년~2007년 배우:서갑숙)
- 《선덕여왕》(MBC, 2009년, 배우:고현정, 유이)

## 풍랑가
필사본 《화랑세기》에는 미실이 전장에 나가는 연인 사다함을 위해 지었다는 향가가 전한다. 풍랑가(風浪歌) 혹은 송출정가(送出征歌)라는 제목은 김완진 서울대 명예교수와 정연찬 서강대 교수가 번역하면서 정한 것이다. 그러나, 화랑세기 자체의 위작 가능성 때문에 이 노래 또한 박창화가 만든 거짓이 아닌가 추측되고 있다. 송사다함가(送斯多含歌)고도 한다.

## 참고 문헌
- 원동석, 〈화랑세기를 통해 본 신라인의 성풍속 3〉, 미술세계 2006년 7월, pp96~99, 2006
- 정태현 역, 《화랑세기》, 신라문화제학술발표논문집(新羅文化祭學術發表會論文集) 제 10집, pp325~350, 동국대학교 신라문화연구소, 1989